# Henry Oscar
Henry Oscar (* 14. Juli 1891 in London, England als Henry Wale; † 28. Dezember 1969 ebenda)  war ein britischer Schauspieler.

## Leben
Oscar begann seine Schauspielkarriere 1911 und erhielt 1922 einen Vertrag bei BBC Radio. Während des Ersten Weltkriegs trat er zur Unterhaltung der britischen Soldaten auf, während des Zweiten Weltkriegs war er für die Entertainments National Service Association tätig. Sein Spielfilmdebüt hatte Oscar bereits 1932 im Kriminalfilm After Dark. In der Folge trat er unter anderem in Michael Powells Filmdrama Red Ensign, Alfred Hitchcocks Der Mann, der zuviel wusste sowie Zoltan Kordas Vier Federn auf. In den 1950er Jahren war er neben Elizabeth Taylor und Peter Ustinov in Beau Brummell sowie an der Seite von Ava Gardner und David Niven in Die kleine Hütte zu sehen. In David Leans mit sieben Oscars ausgezeichneten Drama Lawrence von Arabien hatte er eine kleine Nebenrolle. Dem deutschsprachigen Publikum ist Oscar am ehesten in seiner Rolle als Lord Rudkin in der Miss-Marple-Verfilmung Mörder ahoi! bekannt.

## Filmografie (Auswahl)
- 1934: Der Mann, der zuviel wusste (The Man Who Knew Too Much)
- 1935: The Tunnel
- 1937: The Return of the Scarlet Pimpernel
- 1937: Feuer über England (Fire Over England)
- 1939: Vier Federn (The Four Feathers)
- 1939: Verstrickung (On the Night of the Fire)
- 1941: Der Gouverneur von Pennsylvanien (Penn of Pennsylvania)
- 1941: Der Hutmacher und sein Schloß (Hatter’s Castle)
- 1948: Vom sündigen Poeten (The Bad Lord Byron)
- 1950: Das Wunder von San Marino (Prelude to Fame)
- 1950: Die schwarze Rose (The Black Rose)
- 1954: Beau Brummell
- 1956: Der beste Mann beim Militär (Private's Progress)
- 1957: Die kleine Hütte (The Little Hut)
- 1958: Ein Toter schweigt (The Secret Man)
- 1959: Hinter diesen Mauern (Beyond this Place)
- 1960: Dracula und seine Bräute (The Brides of Dracula)
- 1960: Oscar Wilde
- 1962: Lawrence von Arabien (Lawrence of Arabia)
- 1964: Mörder ahoi! (Murder Ahoy)
- 1964: Raubzug der Wikinger (The Long Ships)
- 1965: Stadt im Meer (City Under the Sea)